# 折從阮
折從阮（891年—955年），初名從遠，字可久，為了避後漢高祖劉知遠之諱，改名從阮。五代時的軍事家、政治家，半獨立的藩鎮割据者，歷事後唐迄後周四朝。河東道雲中（今山西省大同市）人，大順二年（891年）出生，後周顯德二年（955年）去世。

## 家族淵源
折姓是折掘氏改為單字漢姓，出自党項羌，更早則出自鮮卑族，和吐谷渾也有親戚關係。折掘氏漢晉之際就已是西北大姓了，五胡十六國時的南涼景王禿髮傉檀的王后，就是出自鮮卑折掘氏（《晉書》南涼載記），禿髮就是拓拔氏的一支，而以遊牧民族的習慣，后族一般都來自大部落，以折掘王后來看可知折掘氏是可以和拓拔氏結為婚姻同盟的大族了。另外也有說鮮卑折掘氏是古代匈奴折蘭王的後代，國破後又融入鮮卑族。

## 生平功績
折家世為北蕃大族，自唐末發跡，河東當時是晉王李克用的地盤，克用以緣河五鎮合為府谷鎮，折宗本、折嗣倫遂世為鎮將，又以功升為麟州刺史。折嗣倫就是折從阮之父。從阮個性溫厚，弱冠居父喪以孝聞。早年擔任後唐莊宗的牙將，後來拜為府州（今陕西府谷）副使。隨著沙陀李氏的入主中原，李存勖称帝後，從阮升任府州刺史。长兴元年（930年）入朝，以洞习边事，加检校工部尚书，复授府州刺史。石敬瑭割燕雲十六州給契丹，他在府州駐守。辽朝想要尽徙河西民户实辽东，折从阮以险拒守。后晋開運元年（944年），後晉與契丹敗盟後，他受晋出帝命，攻取契丹城堡十余處，每戰必勝。以功加检校太保，迁本州团练使。同年又领朔州刺史、安北都护，振武节度使，累迁至契丹西南面行营马步都虞侯。但後晉出帝累敗於契丹軍，折家在西北一隅的小勝並無法挽回汴京被破的命運。
劉知遠當時任河東節度使，在郭威等將校支持下稱帝，擁兵坐觀中原亂局，招撫後晉舊臣，終於利用契丹退軍的時機，迅速進入開封、洛陽等地。他率众归附，避高祖刘知远名改名從阮。劉知遠為了酬謝折家的首附之功，升府州為永安軍，析振武之胜州并沿河五镇隶属，擢折從阮為光禄大夫、检校太尉、永安軍節度使及府、勝（今内蒙古准格尔旗）等州觀察處置使、赐功臣名号。乾祐元年（948年），後漢隱帝即位後又加封特進、檢校太師，另授安北都護、振武軍節度使。二年春，举族入朝，授武胜军节度使。
郭威稱帝，折從阮以北國雄鎮，國朝重臣的地位，奉表稱藩。廣顺元年（951年）正月，加同平章事，四月移镇滑州，八月移陕州。廣順二年（952年）十一月，又以保义节度使折从阮为静难军节度使（治邠州，今陕西彬县）。廣順三年，折从阮奉命率军讨伐野鸡族（党项部落之一），大獲全勝，降野鸡二十一族。分军屯镇延州（陝西延安市），高紹基這才有點害怕，屢次有所進貢。郭威臨終前又以其為顧命大臣。顯德元年（954年）正月，加开府仪同三司，改封鄭國公，是年七月加兼侍中。顯德二年（955年）以年老上章请代，去职。冬，赴闕途中，病卒於西京洛阳，年六十四。卒贈中書令。
折從阮一生經歷了五代最混亂的時期，契丹覆滅後晉，府州直面契丹的西京大同府與西南路招討司，作為河東地區抵禦契丹入侵的第一道關卡，戍守邊境，功不可沒。特別是後周代漢後，因為北漢割據太原，隔斷府州與汴洛的聯繫，而西面又阻於世仇的平夏部，折從阮仍奉表不絶，及至於二度入闕，其氣節令當世感佩。折家軍的精騎無雙，牽制北漢與契丹無法全力南下，後周世宗可以放手進行先南後北的統一大業。

## 忠貞將門
折家雖然與西夏拓拔氏同族，但是折家地近雲代腹心，從唐初以來就開始漢化，折掘家又與拓拔家為世仇，加上從來中原天子對折家就是累世加恩，所謂的”簪纓不替，其勛業彪炳史冊，舊絶千古”。自折從阮之後英才輩出，從阮子折德扆，孫折御勛、折御卿或其玄孫折克行皆為當世名將。從阮的孫女折賽花嫁給代北名將楊業，楊業就是演義中的楊老令公，折賽花一般以為是傳說中的佘老太君。
折家數代北抗契丹、西禦党項，史稱“夏人畏之，益左廂兵，專以當折氏”、“自從阮而下，繼生名將，世篤忠貞，足為西北之捍，可謂無負於宋者矣”。正如折繼閔《神道碑》中所述“炳丹青而不渝，盟帶礪而無愧者，孰能與于此？”

## 延伸阅读
[在维基数据编辑]
 《舊五代史/卷125》，出自薛居正《舊五代史》
 《新五代史·卷50》，出自歐陽修《新五代史》